# Lliga de Fogo de futbol
La lliga de futbol de Fogo (o Campionat regional de futbol de Fogo) és una lliga de futbol de l'illa de Fogo de Cap Verd, organitzada per l'Associació regional de futbol de Fogo (ARFF).
El torneig està compost per dos nivells, la primera i la segona divisió. El campió de la competició té dret a participar en la lliga capverdiana de futbol, l'equip que finalitza en últim lloc descendeix a segona divisió, el seu lloc ho ocupa el campió de la segona categoria i el penúltim juga una promoció contra el segon classificat de segona, i el guanyador obté la plaça per jugar en primera a l'any següent.
La primera divisió es juga seguint un sistema de lliga, els deu equips s'enfronten tots contra tots en dues ocasions, una com a local i una altra com a visitant, sumant un total de 18 jornades. La segona divisió està dividida en dos grups de cinc equips en cadascun d'ells, amb un sistema de lliga. Els dos primers de cada grup juguen una fase final a eliminatòries per determinar qui finalitza primer i ascendeix, i en segon lloc per jugar la fase de promoció.

## Clubs participants temporada 2014/15
| - Associação Académica do Fogo - Baxada - Botafogo FC (Cap Verd) (São Filipe) - Cutelinho (Mosteiros) - Parque Real - No Pintcha - Spartak (Aguadinha) - União (São Lourenço) - Valência (Às-Hortas-São Filipe) - Vulcânicos (São Filipe) | - ABC de Patim - Brasilim - Desportivo Cova Figueira - Esperança - Grito Povo - Juventude - Luzabril - Nova Era |

## Guanyadors
Font:
Campionat Regional
- 1950-73: desconegut
- 1973-74: Vulcânicos
- 1974-75: desconegut
- 1975-76: Botafogo
- 1976-77: Botafogo
- 1977-78: Botafogo
- 1978-79: Botafogo
- 1979-80: Botafogo
- 1980-81: Botafogo
- 1981-82: Botafogo
- 1982-83: Botafogo
- 1983-84: Académica
- 1984-85: Botafogo
- 1985-86: Botafogo
- 1986-87: Académica
- 1987-88: Académica
- 1988-89: Botafogo
- 1989-90: Botafogo
- 1990-91: Académica
- 1991-92: Botafogo
- 1992-93: Académica
- 1993-94: Vulcânicos
- 1994-95: Académica

Primera divisió
- 1995-96: Botafogo
- 1996-97: Académica
- 1997-98: Vulcânicos
- 1998-99: Vulcânicos
- 1999-00: Vulcânicos
- 2000-01: Botafogo
- 2001-02: Académica
- 2002-03: Cutelinho
- 2003-04: Vulcânicos
- 2004-05: Académica
- 2005-06: Botafogo
- 2006-07: Vulcânicos
- 2007-08: Académica
- 2008-09: Vulcânicos
- 2009-10: Botafogo
- 2010-11: Vulcânicos
- 2011-12: Académica
- 2012-13: Académica
- 2013-14: Académica
- 2014-15: Spartak d'Aguadinha
- 2015-16: Vulcânicos
- 2016-17: Vulcânicos
- 2017-18: Vulcânicos
- 2018-19: Académica